# Wereldkampioenschap schaken voor landenteams
Het Wereldkampioenschap schaken voor landenteams wordt om de twee jaar gespeeld. Bij het schaken is dit naast de Schaakolympiade het belangrijkste internationale team-toernooi. 
Er wordt aan deelgenomen door de sterkste nationale teams ter wereld, en ook door teams die uitkomen namens continenten. Er mogen maximaal 10 teams deelnemen; elk team speelt tegen elk ander team. Bij de eerste versie van het toernooi, in 1985, bestonden de teams uit 6 personen, daarna uit 4 personen. Reserve-spelers (resp. speelsters) zijn toegestaan. 
Vanaf 1985 werd het toernooi elke vier jaar gehouden, vanaf 2011 elke twee jaar. Sinds 2007 is er ook een vrouwenteamtoernooi, dat elke twee jaar wordt gehouden.

Sinds 2007 bepalen de team-uitslagen de einduitslag, in de jaren daarvoor werd er uitgegaan van de bordpunten. 

## Uitslagen

### Nummers 1, 2 en 3 bij de algemene teams
| Jaar | Locatie                  | Goud | Zilver | Brons |
| 1985 | Zwitserland Luzern       | Sovjet-Unie Anatoli Karpov Artur Joesoepov Rafael Vaganian Andrei Sokolov Oleksandr Beljavsky Vasili Smyslov Alexander Chernin Lev Poloegajevski | Hongarije Lajos Portisch Zoltán Ribli Gyula Sax Joszef Pinter András Adorján Ivan Farago István Csom Atilla Groszpeter  | Engeland Tony Miles John Nunn Jon Speelman Nigel Short Jonathan Mestel Murray Chandler James Plaskett Glenn Flear                   |
| 1989 | Zwitserland Luzern       | Sovjet-Unie Anatoli Karpov Oleksandr Beljavsky Jaan Ehlvest Rafael Vaganian Vasyl Ivantsjoek Michail Goerevitsj                                  | Joegoslavië Ljubomir Ljubojević Predrag Nikolić Petar Popović Dragoljub Velimirovic Božidar Ivanović Branko Damljanovic | Engeland Nigel Short Jon Speelman John Nunn Murray Chandler Michael Adams Julian Hodgson                                            |
| 1993 | Zwitserland Luzern       | Verenigde Staten Gata Kamsky Alex Yermolinsky Boris Gulko Gregory Kaidanov Joel Benjamin Larry Christiansen                                      | Oekraïne Vasyl Ivantsjoek Vladimir Malaniuk Oleg Romanishin Vladimir Tukmakov Viacheslav Eingorn Arthur Frolov          | Rusland Vladimir Kramnik Alexander Khalifman Jevgeni Barejev Sergey Dolmatov Aleksej Drejev Alexey Vyzmanavin                       |
| 1997 | Zwitserland Luzern       | Rusland Jevgeni Barejev Peter Svidler Alexander Khalifman Sergei Rublevsky Aleksej Drejev Vadim Zvjaginsev                                       | Verenigde Staten Alex Yermolinsky Joel Benjamin Boris Gulko Nick Defirmian Gregory Kaidanov Larry Christiansen          | Armenië Vladimir Akopian Rafael Vaganian Smbat Lputian Artashes Minasian Ashot Anastasian Melikset Khachiyan                        |
| 2001 | Armenië Yerevan          | Oekraïne Vassily Ivanchuk Ruslan Ponomariov Vladimir Baklan Vereslav Eingorn Oleg Romanishin Vadim Malakhatko                                    | Rusland Peter Svidler Aleksej Drejev Aleksandr Grisjtsjoek Sergei Rublevsky Konstantin Sakaev Alexander Motylev         | Armenië Vladimir Akopian Rafael Vaganian Smbat Lputian Karen Asrian Ashot Anastasian Artashes Minasian                              |
| 2005 | Israël Beersheba         | Rusland Peter Svidler Aleksej Drejev Aleksandr Grisjtsjoek Alexander Morozevich Jevgeni Barejev Sergei Rublevsky                                 | China Bu Xiangzhi Zhang Pengxiang Ni Hua Zhang Zhong Zhou Jianchao Liang Chong                                          | Armenië Levon Aronian Vladimir Akopian Karen Asrian Rafael Vaganian Smbat Lputian Ashot Anastasian                                  |
| 2009 | Turkije Bursa            | Rusland Aleksandr Grisjtsjoek Dmitry Jakovenko Alexander Morozevich Jevgeni Tomasjevski Vladimir Malachov Nikita Vitjoegov                       | Verenigde Staten Hikaru Nakamura Alexander Onischuk Yuri Shulman Varuzhan Akobian Robert Hess Ray Robson                | India Pendyala Harikrishna Surya Shekhar Ganguly Krishnan Sasikiran Geetha Narayanan Gopal Subramanian Arun Prasad Baskaran Adhiban |
| 2011 | China Ningbo             | Armenië Levon Aronian Sergei Movsesian Vladimir Akopian Gabriel Sargissian Robert Hovhannisyan                                                   | China Wang Hao Wang Yue Li Chao Yu Yangyi Ding Liren                                                                    | Oekraïne Vasyl Ivantsjoek Pavel Eljanov Zahar Efimenko Alexander Moiseenko Alexander Areshchenko                                    |
| 2013 | Turkije Antalya          | Rusland Vladimir Kramnik Sergej Karjakin Alexander Grischuk Ian Nepomniachtchi Nikita Vitjoegov                                                  | China Li Chao Ding Liren Wang Yue Bu Xiangzhi Yu Yangyi                                                                 | Oekraïne Vasyl Ivantsjoek Anton Korobov Alexander Moiseenko Yuriy Kryvoruchko Alexander Areshchenko                                 |
| 2015 | Armenië Tsakhkadzor      | China Ding Liren Yu Yangyi Bu Xiangzhi Wei Yi Wang Chen                                                                                          | Oekraïne Ruslan Ponomariov Vasyl Ivantsjoek Pavel Eljanov Yuriy Kryvoruchko Alexander Moiseenko                         | Armenië Levon Aronian Gabriel Sargissian Sergei Movsesian Vladimir Akopian Hrant Melkumyan                                          |
| 2017 | Rusland Chanty-Mansiejsk | China Ding Liren Yu Yangyi Wei Yi Li Chao Wen Yang                                                                                               | Rusland Peter Svidler Ian Nepomniachtchi Nikita Vitiugov Maxim Matlakov Vladimir Fedoseev                               | Polen Radosław Wojtaszek Jan-Krzysztof Duda Kacper Piorun Mateusz Bartel Grzegorz Gajewski                                          |
| 2019 | Kazachstan Nur-Sultan    | Rusland Sergey Karjakin Ian Nepomniachtchi Alexander Grischuk Dmitry Andreikin Vladislav Artemiev                                                | Engeland Michael Adams Luke McShane David Howell Gawain Jones Jon Speelman                                              | China Ding Liren Yu Yangyi Wei Yi Bu Xiangzhi Ni Hua                                                                                |

### Nummers 1, 2 en 3 bij de vrouwen
| Jaar | Locatie                  | Goud                                                                                             | Zilver                                                                                                  | Brons                                                                                         |
| 2007 | Rusland Yekaterinburg    | China Hou Yifan Zhao Xue Shen Yang Ruan Lufei Huang Qian                                         | Rusland Tatiana Kosintseva Nadezjda Kosintseva Ekaterina Kovalevskaya Ekaterina Korbut Jelena Tajrova   | Oekraïne Kateryna Lahno Anna Oesjenina Inna Gaponenko Tatjana Vasilevich Oksana Vozovic       |
| 2009 | China Ningbo             | China Hou Yifan Zhao Xue Shen Yang Ju Wenjun Huang Qian                                          | Rusland Tatiana Kosintseva Nadezjda Kosintseva Ekaterina Kovalevskaya Marina Romanko Valentina Goenina  | Oekraïne Anna Oesjenina Natalia Zhukova Inna Yanovska Maria Moezytsjoek Natalia Zdebskaja     |
| 2011 | Turkije Mardin           | China Hou Yifan Ju Wenjun Zhao Xue Tan Zhongyi Zhang Xiaowen                                     | Rusland Nadezjda Kosintseva Tatiana Kosintseva Aleksandra Kostenjoek Valentina Goenina Natalia Pogonina | Georgië Nana Dzagnidze Lela Dzjavachisjvili Bela Khotenashvili Nino Khurtsidze Salome Melia   |
| 2013 | Kazachstan Astana        | Oekraïne Kateryna Lahno Anna Oesjenina Maria Moezytsjoek Natalia Zhukova Inna Gaponenko          | China Ju Wenjun Huang Qian Tan Zhongyi Guo Qi Shen Yang                                                 | Rusland Valentina Gunina Aleksandra Kostenjoek Natalia Pogonina Alisa Galljamova Olga Girya   |
| 2015 | China Chengdu            | Georgië Bela Khotenashvili Lela Dzjavachisjvili Meri Arabidze Nino Batsiashvili Salome Melia     | Rusland Valentina Goenina Aleksandra Kostenjoek Natalija Pogonina Aleksandra Goryachkina Olga Girya     | China Ju Wenjun Tan Zhongyi Shen Yang Lei Tingjie Ding Yixin                                  |
| 2017 | Rusland Chanty-Mansiejsk | Rusland Aleksandra Kostenjoek Kateryna Lahno Valentina Goenina Aleksandra Goryachkina Olga Girya | China Ju Wenjun Tan Zhongyi Zhao Xue Lei Tingjie Guo Qi                                                 | Georgië Nana Dzagnidze Lela Dzjavachisjvili Bela Khotenashvili Nino Batsiashvili Salome Melia |
| 2019 | Kazachstan Nur-Sultan    | China Tan Zhongyi Shen Yang Huang Qian Lei Tingjie Ding Yixin                                    | Rusland Kateryna Lahno Aleksandra Kostenjoek Valentina Goenina Aleksandra Goryachkina Olga Girya        | Georgië Bela Khotenashvili Meri Arabidze Lela Dzjavachisjvili Nino Batsiashvili Salome Melia  |

## Samenvatting behaalde resultaten

### Algemene teams
In de tabel staan de algemene teams, gerangschikt volgens de behaalde medailles bij het WK schaken voor landenteams.
| Volgorde | Land             | 1e plaats | 2e plaats | 3e plaats | Totaal |
| -------- | ---------------- | --------- | --------- | --------- | ------ |
| 1        | Rusland          | 5         | 2         | 1         | 8      |
| 2        | Sovjet-Unie      | 2         | 0         | 0         | 2      |
| 3        | China            | 2         | 3         | 1         | 6      |
| 4        | Oekraïne         | 1         | 2         | 2         | 5      |
| 5        | Verenigde Staten | 1         | 2         | 0         | 3      |
| 6        | Armenië          | 1         | 0         | 4         | 5      |
| 7        | Hongarije        | 0         | 1         | 0         | 1      |
| 7        | Joegoslavië      | 0         | 1         | 0         | 1      |
| 9        | Engeland         | 0         | 1         | 2         | 3      |
| 10       | India            | 0         | 0         | 1         | 1      |
| 11       | Polen            | 0         | 0         | 1         | 1      |

### Vrouwenteams
In de tabel staan de vrouwenteams, gerangschikt volgens de behaalde medailles bij het WK schaken voor landenteams.
| Volgorde | Land     | 1e plaats | 2e plaats | 3e plaats | Totaal |
| -------- | -------- | --------- | --------- | --------- | ------ |
| 1        | China    | 4         | 2         | 1         | 7      |
| 2        | Oekraïne | 1         | 0         | 2         | 3      |
| 3        | Georgië  | 1         | 0         | 3         | 4      |
| 4        | Rusland  | 1         | 5         | 1         | 7      |